# Guillermo Estrada
Guillermo Estrada y Villaverde (Oviedo, 23 de mayo de 1834-Oviedo, 27 de diciembre de 1894) fue un catedrático, político y orador español. Estuvo casado con la hija de Juan María Acebal y fue el padre de Guillermo Estrada y Acebal.

## Biografía
Nació en la ovetense calle del Carpio. Consagrado desde su infancia al estudio, cursó brillantemente la carrera de derecho en la Universidad de Oviedo, en la que ya su padre y sus abuelos habían ejercido el profesorado y de la cual obtuvo, por oposición, en 1860 la cátedra de Derecho Canónico, luchando con Montero Ríos, recorriendo después, a tenor de los planes de enseñanza, las principales asignaturas de la facultad. 
Desde que en 1851 estudiaba Derecho político, tuvo el conocimiento de que en justicia la corona de España pertenecía a la dinastía de Carlos María Isidro de Borbón, hermano de Fernando VII, y abrazó las doctrinas legitimistas con todo su entusiasmo y también con el desinterés y la alteza de miras propios de un espíritu íntegro e insobornable. Desde 1853 publicó numerosos artículos, especialmente en la prensa ovetense, y en 1868 fundó el periódico La Unidad, que dirigió, defendiendo desde su columnas la causa del duque de Madrid. Era entonces doctor en derecho, correspondiente de la Academia de Historia, magistrado suplente de la Audiencia territorial y había sido secretario del colegio de abogados y de las conferencias de San Vicente de Paúl hasta que éstas fueron suprimidas al triunfar la revolución de septiembre de 1868. 
Fue diputado en las Cortes de 1869-1871 y en ellas defendió con arreglo a sus ideas, pero con la admiración de todos los sectores, las relaciones de la Iglesia y el Estado. En 1869 fue desposeído de la cátedra por negarse a jurar la Constitución aquel año promulgada. Presidente de la junta provincial católico-monárquica, fue designado por sus correligionarios para presidir la comisión que se trasladó a Vevey a ofrecer sus respetos al pretendiente Carlos de Borbón y Austria-Este, con motivo del nacimiento de su hijo Jaime (27 de junio de 1870). El 2 de agosto de 1870, Estrada imponía en el pecho del recién nacido la Cruz de la Victoria, reconociéndole como príncipe de Asturias. 
En las elecciones de 1871 fue nuevamente elegido diputado, por el distrito de Laviana (Asturias), en el cual obtuvo 5998 votos. Durante la tercera guerra carlista (1872-76) fue ministro de Gracia y Justicia en el gobierno de Carlos VII, así como secretario de la esposa de éste, Margarita de Borbón Parma. Vencida la segunda insurrección carlista (1872-76), de cuyo bando fue como ministro de Gracia y Justicia, siguió siempre consecuente con sus ideas, lo que le acarreó serias amarguras y privaciones, pues hasta 1882 no fue repuesto en su cátedra.
Perteneció a la Sociedad Económica de Amigos del País y fue vicepresidente de la comisión provincial de monumentos. En 1893 dirigió Las Libertades, semanario tradicionalista en el que hizo reverdecer los triunfos de sus mejores años periodísticos. En las lecciones de cátedra y en sus numerosos discursos en la Universidad, Casino, Ateneo, Academia de Jurisprudencia y Círculos diversos, dio pruebas de su mucho saber, pero, aparte de esto y de sus artículos periodísticos, dejó muy poco publicado, pues los abundantes materiales que tenía escritos para su obra magna Historia del siglo XIX estaban inéditos cuando le sorprendió la muerte.
Su obra fue elogiada, entre otros, por muchas de las figuras de la intelectualidad asturiana de su época. Clarín, que no era miembro de la Comunión Católico-Monárquica, dijo así a la muerte de Estrada: 

"Si hubiera querido evolucionar, tanto como se suele, con media vuelta a la izquierda, con una seña, le hubieran llevado al Congreso, y hubiera brillado y hubiera sido rico y ¡terrible de decir!, acaso viviría... Pero prefirió ser consecuente...", "incapaz de buscar dinero ni honores por el camino trillado de la poca aprensión... llegó el momento de tener su cruz para subir a su calvario. Su hijo mayor, Borja, doctor, queridísimo y brillante discípulo mío, un reflejo de su padre por talento, modestia, afabilidad de trato, se le muere. A los ocho días muere el padre. Muerte sublime de pura lógica. Lógica del corazón. Un primogénito es la ilusión con que nos agarramos al porvenir. Cuando el porvenir se nos muere antes que nosotros, ¿qué hacemos en el mundo? Gracias a Dios, Guillermo Estrada, más que el porvenir, amaba la eternidad. Era creyente. ¡Caso raro y hermoso! Los mismos oídos que hace pocos días recogieron la confesión de otro sabio asturiano, el gran filósofo fray Zeferino, recogieron ayer la de Guillermo Estrada. -¡Ah, señor obispo de Oviedo! (Ramón Martínez Vigil) Sin perjuicio del secreto de confesión, díganos cómo hablan al morir, a lo menos los ojos de estos hombres de ciencia y de conciencia, fieles a una idea, a una devoción, que desprecian las grandezas del mundo, que mueren resignados, humildes en el martirio del dolor material como fray Zeferino, en el martirio moral, como Guillermo Estrada..."

Palacio Valdés dijo de él: «el más científico de nuestros oradores». Félix Aramburu dijo: «varón verdaderamente eminente por lo sabio y por lo bueno». Clarín comentó: «primer cabeza de nuestra Universidad, poseedora de un método que no es frecuente entre los más eximios universitarios españoles del siglo XIX»

## Enlaces extermos
- Guillermo Estrada en el Diccionario de catedráticos españoles de Derecho (1847-1984) de la Universidad Carlos III de Madrid.

- Datos: Q5888521
- Multimedia: Guillermo Estrada / Q5888521